# Cerezo de Abajo
Cerezo de Abajo es un municipio y localidad española de la provincia de Segovia, en la comunidad autónoma de Castilla y León. Su término municipal, que incluye la localidad de Mansilla, cuenta con una población de 145 habitantes (INE 2024). Está situado junto a la A-1 y la N-110 hacia Soria.

## Geografía
Se sitúa a 63 kilómetros de la capital provincial. El término municipal está atravesado por la autovía del Norte A-1 entre los pK 102 y 104 así como por las carreteras N-110 entre los pK 129 y 131 y la SG-205 que se dirige hacia Cantalejo. 

El relieve del municipio está caracterizado por la transición entre la sierra de Somosierra y la meseta castellana, por lo que la altitud es elevada, por donde discurre el río Cerezuelo y varios arroyos. La altitud oscila entre los 1240 metros al sureste y los 990 al noroeste, a orillas del río Cerezuelo. Junto a la autovía, sobresale el pico Guijar (1100 metros). El pueblo se alza a 1046 metros sobre el nivel del mar. 

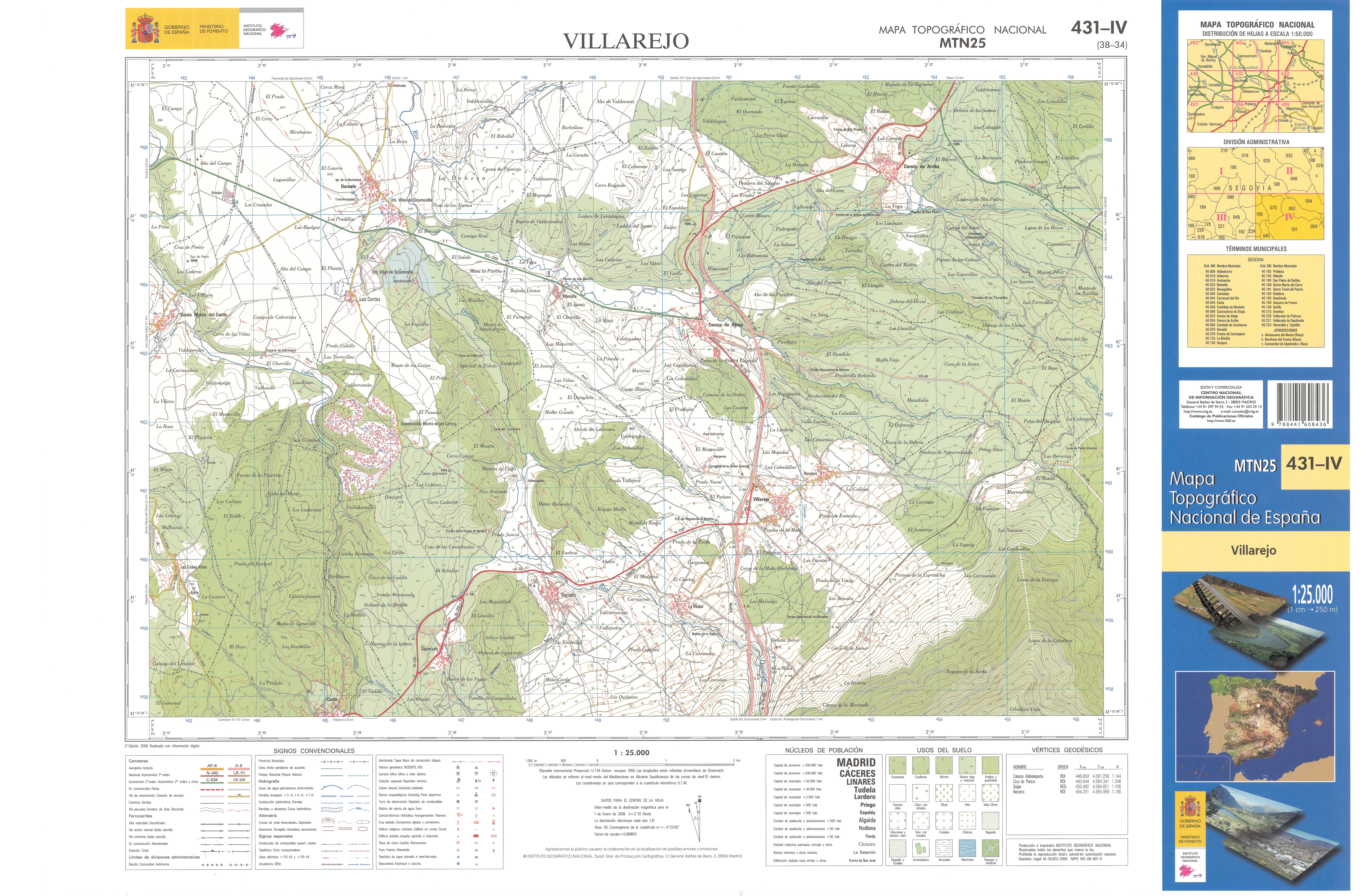
Fragmento de la hoja 431 del Mapa Topográfico Nacional de España de 2008 en el que se representa Cerezo de Abajo

| Noroeste: Sotillo               | Norte: Cerezo de Arriba    | Noreste: Cerezo de Arriba      |
| Oeste: Duruelo                  |                            | Este: Santo Tomé del Puerto    |
| Suroeste: Santo Tomé del Puerto | Sur: Santo Tomé del Puerto | Sureste: Santo Tomé del Puerto |

## Historia
El origen del municipio de Cerezo de Abajo es de mediados del siglo XIII, denominándose Cereso de Yuso. Está integrado desde las repoblaciones, quizá por burgaleses de Cerezo del Río Tirón, durante la Reconquista en el Ochavo de la Sierra y Castillejo, de la Comunidad de villa y tierra de Sepúlveda.
Por la real orden del 25 de enero de 1846 se le anejó Mansilla, que era previamente un municipio independiente y que también había sido pedanía de Duruelo.
En el final de la Guerra Civil, el bando sublevado organizó, en un enorme terreno situado dentro del término municipal, el mayor campo de concentración de prisioneros que existió en toda la provincia. Albergó a numerosos republicanos capturados durante la ofensiva final sobre Madrid (el 4 de abril de 1939, ya finalizado el conflicto, se congregaban allí más de 5000 hombres), en un recinto al aire libre rodeado de alambradas y con un número insuficiente de tiendas de campaña para alojar a la ingente cantidad de internos recluidos. A finales de ese mismo mes de abril el campo seguía operativo.

## Demografía
Cuenta con una población de 145 habitantes (INE 2024).
| Gráfica de evolución demográfica de Cerezo de Abajo entre 1842 y 2021 |
| |
| Población de derecho según los censos de población del INE Población de hecho según los censos de población del INEEntre el censo de 1857 y el anterior, crece el término del municipio porque incorpora a 405020 (Mansilla) |

## Administración y política
| Periodo   | Nombre                                                                      | Partido | Partido |
| --------- | --------------------------------------------------------------------------- | ------- | ------- |
| 1979-1983 | Miguel López Gómez (1979 - 26/10/1982)Rafael Sanz Muñoz (26/10/1982 - 1983) |         | UCD AE  |
| 1983-1987 | Rafael Sanz Muñoz                                                           |         | PSOE    |
| 1987-1991 | Rafael Sanz Muñoz                                                           |         | PSOE    |
| 1991-1995 | Rafael Sanz Muñoz                                                           |         | PSOE    |
| 1995-1999 | Juan Díez Sanz                                                              |         | PP      |
| 1999-2003 | Juan Díez Sanz                                                              |         | PP      |
| 2003-2007 | Juan Díez Sanz                                                              |         | PP      |
| 2007-2011 | Felipe Martín Muñoz                                                         |         | PP      |
| 2011-2015 | Felipe Martín Muñoz                                                         |         | PP      |
| 2015-2019 | Rafael Sanz Muñoz                                                           |         | PSOE    |
| 2019-2023 | María Concepción García Asenjo                                              |         | PSOE    |
| 2023-act. | María Concepción García Asenjo                                              |         | PSOE    |

## Patrimonio
- Iglesia de San Román Abad, de estilo gótico postmedieval.
- Iglesia de San Marcos, de origen románico.
- Cañada Real Soriana Occidental, conocida aquí como Cañada de la Vera de la Sierra.[2][3][7][8][9][10]

## Fiestas
- Santa Águeda, el 5 de febrero.
- San Benito, el 15 de junio, incluye una romería donde destaca el denominado Baile del Caramelo.
- Fiestas de la juventud, en agosto.
- Las Comedias, el sábado posterior a las fiestas de agosto, con teatro, bailes, monólogos y jota típica .
- Virgen del Rosario, patronales, el primer domingo de octubre.
- San Román Abad, patronales, en noviembre.
- Cabalgata de los Reyes Magos.[2][3][8][9][11]

El municipio cuenta además con una Rondalla.